# Soulin Omar
Soulin Omar (* 2000 in Aleppo) ist ein deutsch-kurdisches Model. In der 16. Staffel von Germany’s Next Topmodel belegte sie den 3. Platz.

## Leben
Omar wuchs in Aleppo im Norden Syriens auf. Im Alter von elf Jahren flüchtete sie mit ihrer Familie aufgrund des Bürgerkriegs in Syrien und lebte einige Jahre in der Türkei. Seit ihrem 14. Lebensjahr lebt sie in Hamburg. 2021 nahm Omar an der 16. Staffel von Germanys Next Topmodel teil. Dort erhielt sie Modeljobs für Levis, Flaconi, Lala Berlin und Wolfgang Joop. Omar kam ins Finale, in dem sie abschließend den 3. Platz belegte.
Nach ihrer Teilnahme etablierte sich Omar als internationales Model. Sie ist bei Louisa Models, ihrer Hauptagentur, unter Vertrag. Außerdem ist Omar gelistet bei Modelagenturen in Paris, Mailand, Kopenhagen, Stockholm und London. Direkt nach ihrer „GNTM“-Teilnahme, war sie in einer Fotostrecke in der Harper’s Bazaar Vietnam zu sehen. Sie lief auf der Berlin Fashion Week für Kilian Kerner und auf der Paris Fashion Week für paloma wool. Im September 2021 war Omar auf dem Cover der L’Officiel Liechtenstein zu sehen. Im Oktober 2021 folgte ein Cover für die Marie Claire Ukraine und zudem wurde sie Kampagnengesicht für Schwarzkopf. Es folgten Editorials für Woman Magazine und 5’Eleven’Magazine. Im März 2022 war sie in einer Parfümkampagne für Jean Paul Gaultier zu sehen. Im September 2022 lief Omar auf der Milan Fashion Week für Puma. Im Oktober 2022 war sie auf dem Cover der Glamour Germany.
Weitere Kampagnen waren für Shiseido, Coach, Prada Beauty, Ferragamo, Calzedonia, Dior Beauty, Jo Malone London, Tod´s, Sandra Mansour, Yves Saint Laurent Beauty und Messika Jewerly. Außerdem machte sie Werbung für John Frieda, UGG Boots und ghd Deutschland.
Im März 2023 war Omar in einer Fotostrecke in der Vogue Arabia zu sehen. Es folgte ein Shooting für das TUSH Magazine zusammen mit Armani Beauty. Im April 2024 war sie das Covermodel für das Zoo Magazine. Ende Mai 2024 modelte Omar für die neue Kampagne für Pandora. Im Oktober 2024 war Omar auf dem Cover der Grazia Germany zu sehen.